# Keresztény Magvető
Keresztény Magvető (1861–1918; 1922–1944; 1971–) a leghosszabb életű s ma is megjelenő unitárius teológiai és egyháztörténeti, erdélyi magyar nyelvű folyóirat. Kiadója a Magyar Unitárius Egyház, székhelye Kolozsvár. ISSN 1222-8370. Legjelentősebbek irodalomtörténeti vonatkozású egyháztörténeti forrásközlései.

## Története
1861-ben Kriza János és Nagy Lajos unitárius kollégiumi tanárok alapították, s "általában az erkölcsileg Szép, Jó és Igaz magvainak vetését s fejlesztését" tűzték ki célul. Hasábjain nagyobb tanulmányok, elmélkedések, életrajzok, oktatási-nevelési kérdések, történelmi adatok, könyvismertetések közlését tervezik. 1868-ig megjelent első négy kötete évkönyv volt, 1870-ben vált negyedévenként, majd 1875-ben két havonként megjelenő folyóirattá.
Szerkesztői 1867-től Buzogány Áron és Ferencz József, az előbbi helyére 1870-ben Kovácsi Antal, majd 1874-ben Simén Domokos került. 1878-tól Péterfi Dénes és Kovács János (1905-ig) szerkesztette, 1911-ben pedig Gál Kelemen és Gálfi Lőrinc vette át a szerkesztést. Az 1918-ig megjelent 53 kötet Brassai Sámuel, Jakab Elek, Kővári László, Kozma Ferenc, Nagyajtai Kovács István, Kuun Géza, Szabó Károly, Szilágyi Sándor, Berde Áron, Koncz József, Kanyaró Ferenc tanulmányainak, Jékey Aladár és Versényi György verseinek közlésével játszott szerepet Erdély művelődési életében. Egyháztörténeti dolgozatokkal Tóth György, Zoltán Sándor jelentkezett a lap hasábjain.
Több mint kétévi szünetelés után 1922 elején indult újra mint az 1920. augusztus 20-án megalakult Unitárius Irodalmi Társaság folyóirata. Borbély István és Vári Albert szerkesztették, eleinte évi négy, 1928-tól hat füzete jelent meg. A szerkesztésben rövid ideig Ferenczy Géza és Kiss Elek is részt vett, 1929-től egyedül Vári Albert, 1938-tól ő és P. Szentmártoni Kálmán voltak a szerkesztők.
Céljuk főleg a műveltebb rétegekhez szóló tudományos irodalom közlése. Kelemen Lajos, Varga Béla, S. Nagy László, Szent-Iványi Sándor, Balázs Ferenc, Jancsó Elemér, Mikó Imre, Szabédi László, Lakatos István, Zoványi Jenő írásai, dolgozatai, adatközlései fémjelzik az ekkori köteteket. Az Irodalom rovat 1924-től önálló mellékletként jelent meg Erdélyi Irodalmi Szemle címmel. A fontosabb tanulmányokat különlenyomatban is közzétették A Keresztény Magvető füzetei sorozat keretében 1944-ig 43 füzetben. 1935–36-ban havi mellékletet jelentettek meg Népnevelés címmel. E 24–28 lapos füzetek célja a falusi értelmiség tájékoztatása volt a népoktatás, falufejlesztés és a korszerű mezőgazdaság kérdéseiben.
Az 1944 augusztusában megszakadó sorozat 1971-ben a 77. évfolyammal folytatódott Kovács Lajos és Erdő János szerkesztésében. Évente négy számot jelentettek meg. Továbbra is jelentős teret szenteltek – felekezeti különbség nélkül – egyáltalán nem csak vallási jellegű művelődési és tudományos írások közlésére. Bodor András, Mikó Imre, Molnár István, Sebesi Pál (Dávid Ferenc- és Heltai Gáspár-tanulmányok), Borbáth Károly, Kisgyörgy Zoltán, Binder Pál, Lakó Elemér, Szabó Árpád, Szabó Sámuel szerepel hosszabb tanulmányokkal. 1975-ben Kriza János-emlékszámot adtak ki halála 100. évfordulójára, 1976-ban Balázs Ferenc születésének 75., 1977-ben Kelemen Lajos születésének 100. évfordulóját ünnepelték meg. 1979-től a Keresztény Magvetőben közölt egyházi beszédeket, tanulmányokat, verseket Szász Ferenc.